# Rytkynjärvi
Rytkynjärvi eller Rytkyjärvi är en sjö i Finland. Den ligger i kommunen Kiuruvesi i landskapet Norra Savolax, i den centrala delen av landet, 400 km norr om huvudstaden Helsingfors. Rytkynjärvi ligger 96,3 meter över havet. Den är 18,7 meter djup. Arean är 3,01 kvadratkilometer och strandlinjen är 27,31 kilometer lång. Sjön  ingår i Vuoksens huvudavrinningsområde.   I omgivningarna runt Rytkynjärvi växer i huvudsak blandskog. Den sträcker sig 7,7 kilometer i nord-sydlig riktning, och 1,4 kilometer i öst-västlig riktning.
I övrigt finns följande i Rytkynjärvi:
- Torapainen (en ö)